# 民主进步党 (土耳其)
民主进步党（缩写为DEVA），土耳其政党，在前正义与发展党内阁经济部部长阿里·巴巴詹（Ali Babacan）的领导下于2020年3月9日成立。其标志是一棵在水滴轮廓内的树苗。

## 历史

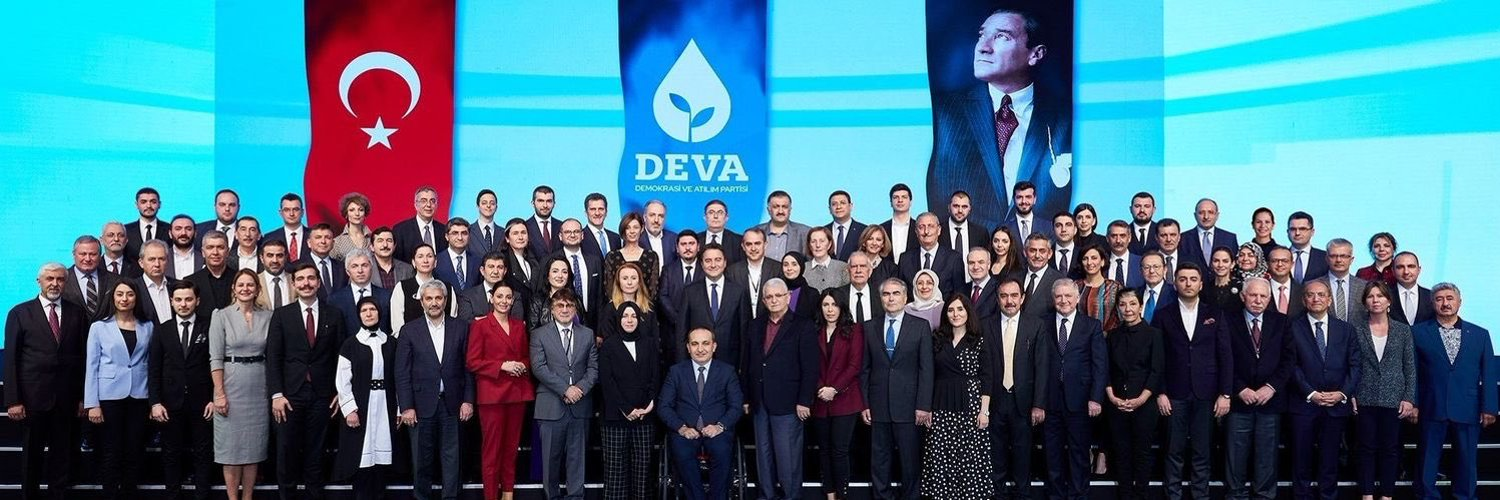
该党首批领导层

民主进步党的成立是由雷杰普·塔伊普·埃尔多安领导的正义与发展党一次分裂的结果。该党现在土耳其大国民议会中拥有15个席位。
该党的创始人还包括前司法部部长萨杜拉·埃尔金（Sadullah Ergin），前科学、工业及科技部部长尼哈特·埃尔衮（Nihat Ergun），前国务卿塞尔马·阿利耶·卡瓦夫（Selma Aliye Kavaf），及前巴勒克埃西尔市市长阿赫梅特·埃迪普（Ahmet Edip）。上述人物均在埃尔多安内阁中任职多年。
2020年3月10日，巴巴詹在会议中被创始成员一致选为党主席。3月11日，在党的第一次代表大会期间，他确定了党的标志及主张。
虽然其曾在正发党任职，但阿里·巴巴詹的DEVA党却主张世俗主义，重视个人自由而不是“虔诚的”保守主义。他曾批判过将进化论从高中及以下的生物教材中移除的行为。他也表达过其对对学生的强制性宗教教育的反对，认为家长应该有权决定不参加此类教育。他对禁止塔里卡的活动也持反对态度。对此，他表示：“当政府‘禁止’他们活动时，他们就会转入地下，在缺少政府监管的情况下活动。我们始终站在自由与透明度一边。聚众祈祷和塔里卡是这片土地几个世纪以来的传统。你不能以一味限制的思维去摧毁一个有几个世纪历史的传统。”
民主进步党发布了22项将会付诸行动的计划，这些计划将会对政府进行改革，以期解决土耳其近年来面临的问题。这些计划以3个月至1年为目标，囊括了经济及财政政策、对企政策、法律方面的政策及社会政策，范围十分广泛。

## 领导人
| # | 领导者      | 肖像 | 就职          | 离职 | 在职时间 |
| - | ----------- | ---- | ------------- | ---- | -------- |
| 1 | 阿里·巴巴詹 |      | 2020年3月1 日 | 现任 | 5岁143天 |

## 选举
| 年     | 党主席      | 席位数   | 席位数 | 位置 |
| 年     | 党主席      | 席位数   | +/-    | 位置 |
| ------ | ----------- | -------- | ------ | ---- |
| 2023年 | 阿里·巴巴詹 | 15 / 600 | 反对党 |      |